# Gilberto Parlotti
Gilberto Parlotti (Zero Branco, 17 september 1940 - Douglas (Man), 9 juni 1972) was een Italiaans motorcoureur. Hij reed in het wereldkampioenschap wegrace in de seizoenen 1969, 1970, 1971 en 
1972. 

## Privéleven
Gilberto Parlotti werd geboren in Zero Branco, in de provincie Treviso, maar de familie Parlotti verhuisde al snel naar Triëst, waar Gilberto's vader een motorzaak runde. Triëst ligt dicht bij de grens van het toenmalige Joegoslavië en in dat land reed Gilberto later veel wedstrijden. Hij reed ook vaak met een Joegoslavische 50cc-Tomos. Gilberto Parlotti had in Triëst een eigen reparatiewerkplaats voor motorfietsen en speedboten. Hij was getrouwd met Rosanna en had een zoon, Paolo, die bij Gilberto's overlijden acht jaar oud was.

## Carrière
Toen Gilberto twaalf jaar oud was reed hij zijn eerste motorfiets, een 125cc-Ducati. Daarmee wilde hij deelnemen aan een gymkana, maar hij kreeg geen toestemming om te starten. Rond 1958 begon hij met een 175cc-Gilera aan wedstrijden deel te nemen. Hij werd tweede in een race in Portorož, dat weliswaar in Joegoslavië lag, maar slechts ca. 30 km van Triëst. Hij ging ook gymkana's rijden en in 1960 werd hij daarin Italiaans kampioen. In 1961 kocht hij een 175cc-Moto Morini waarmee hij in de Trento-Bondone heuvelklimwedstrijd derde werd achter een andere jonge coureur, Giacomo Agostini. Agostini en Parlotti zouden goede vrienden worden. In 1962 startte hij met een 50cc-fabrieks- Tomos, maar tijdens het seizoen kreeg hij een verkeersongeluk waardoor hij lang moest herstellen. In 1964 werd hij in het team van Moto Morini opgenomen, maar hij reed slechts vier wedstrijden die geen deel uitmaakten van het wereldkampioenschap. Daarna reed hij een 125cc-Ducati productieracer die eigendom was van zijn vriend Luigi Rinaudo. In 1967 werd hij met een Ducati derde in de 350cc-race in Rimini, achter Renzo Pasolini en Mike Hailwood. Rimini was een belangrijke voorjaarsrace, die deel uitmaakte van een raceserie die "Mototempora Romagnola" heette en veel aanzien genoot. Vandaar ook de aanwezigheid van beroemde professionele coureurs. Gilberto Parlotti bleef ook in minder bekende lokale en regionale wedstrijden in Joegoslavië rijden. Hij won in Zenica, Kamnik en Murska Sobota.

### Wereldkampioenschap wegrace

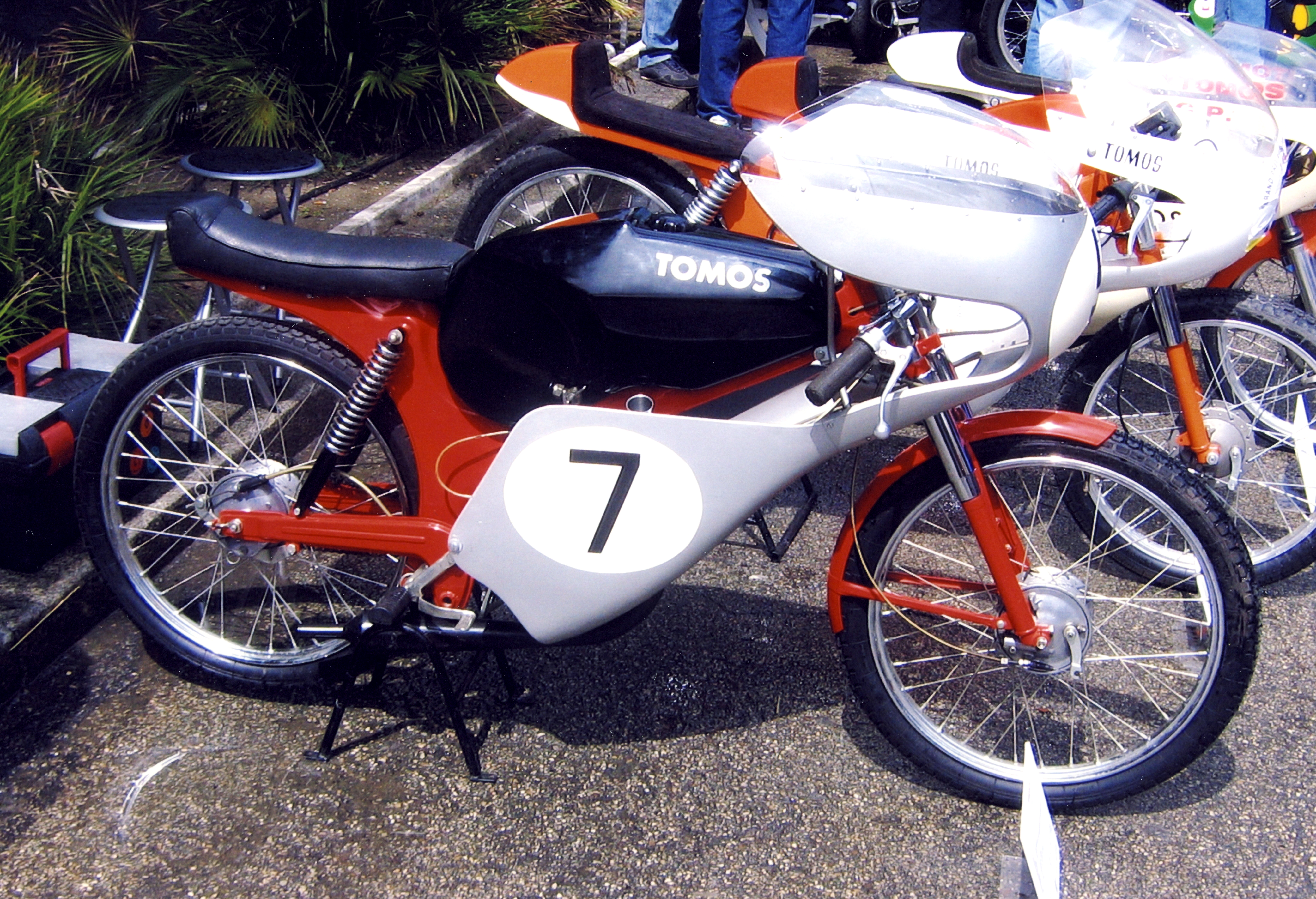
50cc-Tomos van Gilberto Parlotti in 1969-1970

In 1969 debuteerde Gilberto Parlotti in het wereldkampioenschap met een 50cc-Tomos. Die machine was niet opgewassen tegen de snellere Derbi's, Jamathi's en Kreidlers, maar Parlotti wist toch zesde in de eindstand van het wereldkampioenschap 50 cc te worden. Bovendien werd hij Italiaans kampioen in de 50cc-klasse. Renzo Pasolini was in dat jaar fabrieksrijder voor het Italiaanse merk Benelli, maar had een seizoen met veel blessures. Hij brak een sleutelbeen tijdens de tweede race, de GP van Duitsland. Daarom trok het team in eerste instantie Kel Carruthers aan om hem te vervangen. In de GP van Finland blesseerde Pasolini zich opnieuw, en in de laatste race, in het Joegoslavische Opatija, kreeg Parlotti een 250cc-Benelli viercilinder, waarmee hij achter Carruthers de tweede plaats haalde. Daardoor eindigde hij met slechts één gereden race als vijftiende in het 250cc-wereldkampioenschap.
In 1970 werd hij met een Tomos opnieuw 50cc-kampioen van Italië. Hij werd opgenomen in het nieuwe team van Morbidelli, dat eigendom was van Giancarlo Morbidelli, een fabrikant van houtbewerkingsmachines. Het team debuteerde pas in de achtste race, de 125cc-Grand Prix van Tsjecho-Slowakije en er werd van dit hobbyproject niet veel verwacht. Gilberto reed echter meteen de snelste trainingstijd. Dieter Braun kon in die race zijn wereldtitel veilig stellen en er was hem alles aan gelegen hier te winnen, maar hij kon Parlotti met geen mogelijkheid bijhouden. Parlotti won met ruim 17 seconden voorsprong. In twee latere 125cc-races (Monza en Montjuïc Park) viel Gilberto Parlotti met mechanische problemen uit, maar hij eindigde in het 125cc-kampioenschap als elfde. In Monza had hij de snelste ronde gereden. Hij reed in 1970 ten minste nog twee GP's op andere motorfietsen, waarschijnlijk omdat de Morbidelli's nog niet klaar waren. Met een 350cc-Benelli viel hij toen hij in Opatija op de tweede plaats lag, en met de 50cc-Tomos werd hij derde in de Grand Prix van Duitsland, waardoor hij in dat wereldkampioenschap negende werd.
In 1971 werd hij in de eerste twee GP's tweede met de Morbidelli. Hij sloot gesteund door Giancarlo Morbidelli een "herenakkoord" met Ángel Nieto om niet naar de Isle of Man TT te gaan omdat ze de Snaefell Mountain Course te gevaarlijk vonden. Ángel Nieto had in 1970 zijn vriend en landgenoot Santiago Herrero op dit circuit verloren. Dave Simmonds, die net als Nieto al een Grand Prix gewonnen had, sloot zich bij hen aan om geen misbruik te maken van de situatie. In Assen viel Parlotti uit toen hij aan de leiding van de wedstrijd lag en ook in de Grand Prix van België, de GP van de DDR en de GP van Tsjecho-Slowakije haalde hij de finish niet. Waarschijnlijk trok Morbidelli de machines daarna een tijdje terug uit het WK om aan de betrouwbaarheid te werken, maar Gilberto Parlotti werd door het team van Derbi gevraagd om in de 50cc-klasse steun te verlenen aan Ángel Nieto. In Tsjecho-Slowakije reed Parlotti voor het eerst met de Derbi en zette de snelste raceronde neer, maar hij viel uit. In de GP van Zweden was hij zo snel dat hij vlak voor de finish in de remmen moest knijpen om Nieto met 0,7 seconden voorsprong te laten winnen. In de GP des Nations op Monza was de 125cc-Morbidelli terug. Gilberto Parlotti won prompt en hield Ángel Nieto 0,7 seconden achter zich.  In de 50cc-race moest hij weer steun verlenen aan Nieto, die tweede werd vóór Parlotti, maar achter zijn grote concurrent Jan de Vries met zijn Van Veen-Kreidler. In de GP van Spanje viel Parlotti in de 50cc-race én in de 125cc-race uit. Hij eindigde het seizoen als Italiaans 50- en 125cc-kampioen (in de 50cc-klasse met zijn intussen tamelijk bejaarde Tomos). In beide wereldkampioenschappen eindigde hij als achtste.
Het seizoen 1972 begon voortvarend voor Gilberto Parlotti en Morbidelli. Parlotti won al een voorjaarsrace in Modena en de Grands Prix van Duitsland en Frankrijk. In de GP van Oostenrijk werd hij met 0,4 seconden geklopt door Nieto en in de GP des Nations, die in dat jaar in Imola werd verreden, viel hij tijdens het gevecht om de eerste plaats met Nieto.

## Overlijden
Tegen de zin van Giancarlo Morbidelli ging Gilberto Parlotti in 1972 wél naar het eiland Man, omdat hij zijn leidende positie in het wereldkampioenschap wilde vasthouden. Ángel Nieto bleef weer thuis, net als andere grote namen in het 125cc-WK, zoals Kent Andersson, Dave Simmonds en Börje Jansson.
Chas Mortimer, die tot dat moment een voorstander van de Isle of Man TT was, had tijdens de trainingen al de gevaarlijke situatie in de buurt van de Verandah opgemerkt en gemeld aan de organisatie. In plaats van een muurtje af te dekken of te verwijderen werden er echter betonnen paaltjes geplaatst. Het verzoek van Mortimer om díe dan ten minste te voorzien van strobalen werd afgewezen.
Parlotti had zich uitstekend voorbereid: met een geleende 750cc-Ducati had hij minstens 60 trainingsronden (3.600 km) gereden. De Lightweight 125 cc TT werd met slecht weer verreden, maar Parlotti nam bij de start meteen de leiding. Na de eerste ronde had hij al 15 seconden voorsprong op Chas Mortimer. In de tweede ronde liep zijn Morbidelli vast bij de Verandah. Hij werd zwaar gewond per helikopter afgevoerd naar Nobles Hospital in Douglas, maar bleek bij aankomst al te zijn overleden. Hij werd postuum vijfde in het wereldkampioenschap 125 cc.

## Nasleep
De dood van Santiago Herrero had al geleid tot een gedeeltelijke boycot van de Isle of Man TT. In 1971 kwamen een groot aantal topcoureurs al niet meer naar het eiland Man. Giacomo Agostini ageerde al jaren tegen de gevaren van de Mountain Course, en de dood van Parlotti was voor hem de druppel die de emmer deed overlopen. Hij kreeg steun van anderen, waaronder Phil Read, die meteen verklaarde nooit meer op het eiland Man te zullen racen. Ook Rodney Gould vond het circuit te gevaarlijk en zelfs Chas Mortimer en John Cooper een grote naam in de steeds populairder wordende 750cc-klasse, weigerden er nog te rijden. In oktober 1972 tekenden de Italiaanse merken Aermacchi Harley-Davidson, Benelli, Ducati, Morbidelli, Moto Villa en MV Agusta en petitie van Walter Bergonzini om de Isle of Man TT van de WK-kalender te schrappen. De Italiaanse bond distantieerde zich hiervan, zodat er op het FIM-congres van 1972 niet eens over gesproken werd. De Isle of Man TT, waar heftig tegen geprotesteerd werd door rijders en teams, werd nog niet van de WK-kalender geschrapt, maar MV Agusta maakte enkele weken later bekend in 1973 in geen geval naar het eiland Man af te reizen. In 1973 kwam er een vrij algemene boycot. De Isle of Man TT was besmet en verloor in 1976 alsnog haar WK-status.
Er werd bij de Verandah een klein monument voor Gilberto Parlotti opgericht, maar dat bestond uit een houten kruis dat niet onderhouden werd en ten prooi viel aan regen en wind. In 2007, 35 jaar na zijn dood, werd in Pesaro een straat naar hem genoemd, de "Via Gilberto Parlotti".

## Wereldkampioenschap wegrace resultaten
(Races in vet zijn pole-positions; races in italics geven de snelste ronde aan)
| Jaar | Klasse | Merk       | 1     | 2     | 3     | 4     | 5       | 6     | 7     | 8     | 9     | 10        | 11    | 12    | 13    | Punten | Plaats | Overwinningen |
| ---- | ------ | ---------- | ----- | ----- | ----- | ----- | ------- | ----- | ----- | ----- | ----- | --------- | ----- | ----- | ----- | ------ | ------ | ------------- |
| 1969 | 50 cc  | Tomos      | SPA 4 | DUI 5 | FRA 4 | IOM - | NED 8   | BEL - | DDR 9 | TSJ 7 | FIN - | ULS -     | NAT - | JOE - |       | 31     | 6e     | 0             |
| 1969 | 250 cc | Benelli    | SPA - | DUI - | FRA - | IOM - | NED -   | BEL - | DDR - | TSJ - | FIN - | ULS -     | NAT - | JOE 2 |       | 12     | 15e    | 0             |
| 1970 | 50 cc  | Tomos      | DUI 3 | FRA - | ADR - | IOM - | NED 6   | BEL - | DDR - |       | FIN - | ULS -     | NAT - | SPA - |       | 15     | 9e     | 0             |
| 1970 | 125 cc | Morbidelli | DUI - |       | ADR - | IOM - | NED -   |       | DDR - | TSJ 1 | FIN - | 1970ULS - | NAT - | SPA - |       | 15     | 11e    | 1             |
| 1971 | 50 cc  | Derbi      | OOS - | DUI - | IOM - | NED - | BEL -   | DDR - |       | ZWE - | FIN 2 | ULS -     | NAT 3 | SPA - |       | 22     | 8e     | 0             |
| 1971 | 125 cc | Morbidelli | OOS 2 | DUI 2 | IOM - | NED - | BEL -   | DDR - | TSJ - | ZWE - | FIN - | ULS -     | NAT 1 | SPA - |       | 39     | 8e     | 1             |
| 1972 | 125 cc | Morbidelli | DUI 1 | FRA 1 | OOS 2 | NAT 3 | IOM (†) | JOE - | NED - | BEL - | DDR - | TSJ -     | ZWE - | FIN - | SPA - | 52     | 5e     | 2             |